# Mateo Klimowicz
Mateo Klimowicz (Ciudad de Córdoba, Argentina, 6 de julio de 2000) es un futbolista argentino nacionalizado alemán. Juega de mediocampista y su equipo es el Atlético de San Luis de la Primera División de México.

## Trayectoria

### Instituto de Córdoba
Mateo comenzó jugando al fútbol desde temprana edad, ya que se rodeó de una familia ligada a este deporte. En el año 2011 empezó a jugar para las divisiones inferiores del club Instituto de Córdoba, siguiendo los mismos pasos que su padre Diego Klimowicz, que también realizó todas las inferiores en La Gloria. El 2 de julio de 2017, realizaría su debut, a los 16 años, en lo que sería una derrota frente a Juventud Unida de Gualeguaychu. Su primer gol, lo marcaría un mes después, frente a Aldosivi. En total, Mateo, jugaría 35 partidos, convirtiendo 7 goles.

### Alemania
El 7 de mayo de 2019 se confirmó su venta al VfB Stuttgart a cambio de una cifra cercana a 1 500 000 $ más futuros bonos. En su primera temporada en el equipo consiguieron el ascenso a la 1. Bundesliga, categoría en la que marcó un gol en 40 partidos antes de marcharse prestado al Arminia Bielefeld en septiembre de 2022.

## Selección nacional
Klimowicz es elegible para jugar para Argentina, Alemania o Polonia a nivel internacional. Recibió convocatorias para entrenar con Argentina en los niveles U15, U17 y U20.
El 15 de marzo de 2021, Klimowicz fue convocado para la fase de grupos del Campeonato de Europa Sub-21 de la UEFA 2021 por Alemania; tiene pasaporte alemán debido a la carrera de su padre en el fútbol alemán.
Durante 2022 rechazó tres citaciones por parte de la selección alemana debido a que, pasados los 21 años, una vez que juegue para una selección específica ya no podrá ser parte de otra. Estos rechazos se deben a que Mateo mantiene esperanzas y ganas de ser llamado para jugar en la selección argentina.

### Participaciones en Eurocopas
| Torneo               | Sede                | Resultado | Partidos | Goles |
| -------------------- | ------------------- | --------- | -------- | ----- |
| Eurocopa Sub-21 2021 | Hungría y Eslovenia | Campeón   | 4        | 0     |

## Vida personal
Mateo es hijo del exfutbolista argentino Diego Klimowicz , que jugó para equipos como el VfL Wolfsburg y el Borussia Dortmund. Sus tíos, Javier y Nicolás, también jugaron fútbol profesional. Klimowicz es de ascendencia polaca a través de su bisabuelo.

## Estadísticas

### Clubes
| Instituto de Córdoba Argentina                                                                | 2.ª           | 2016-17       | 2          | 0  | 0  | 0 | 0 | 0 | 2   | 0  | 0  | 0,00 |      |
| Instituto de Córdoba Argentina                                                                | 2.ª           | 2017-18       | 19         | 1  | 0  | 0 | 0 | 0 | 20  | 1  | 0  | 0,05 |      |
| Instituto de Córdoba Argentina                                                                | 2.ª           | 2018-19       | 16         | 5  | 0  | 0 | 0 | 0 | 16  | 5  | 0  | 0,31 |      |
| Instituto de Córdoba Argentina                                                                | Total club    | Total club    | 38         | 6  | 0  | 0 | 0 | 0 | 38  | 6  | 0  | 0,16 |      |
| VfB Stuttgart · Alemania                                                                      | 2.ª           | 2019-20       | 7          | 0  | 0  | 1 | 0 | 0 | 8   | 0  | 0  | 0,00 |      |
| VfB Stuttgart · Alemania                                                                      | 1.ª           | 2020-21       | 25         | 1  | 3  | 2 | 0 | 0 | 27  | 1  | 3  | 0,04 |      |
| VfB Stuttgart · Alemania                                                                      | 1.ª           | 2021-22       | 15         | 0  | 1  | 2 | 1 | 0 | 17  | 1  | 1  | 0,06 |      |
| VfB Stuttgart · Alemania                                                                      | Total club    | Total club    | 47         | 1  | 4  | 5 | 1 | 0 | 52  | 2  | 4  | 0,04 |      |
| VfB Stuttgart II · Alemania                                                                   | 5.ª           | 2019-20       | 9          | 9  | 3  | ― | ― | ― | 9   | 9  | 3  | 1,00 |      |
| VfB Stuttgart II · Alemania                                                                   | 4.ª           | 2021-22       | 6          | 1  | 3  | ― | ― | ― | 6   | 1  | 3  | 0,16 |      |
| VfB Stuttgart II · Alemania                                                                   | Total club    | Total club    | 15         | 10 | 6  | 0 | 0 | 0 | 15  | 10 | 6  | 0,67 |      |
| Arminia Bielefeld · Alemania                                                                  | 2.ª           | 2022-23       | 5          | 0  | 0  | 1 | 0 | 0 | 6   | 0  | 0  | 0,00 |      |
| Arminia Bielefeld · Alemania                                                                  | Total club    | Total club    | 5          | 0  | 0  | 1 | 0 | 0 | 6   | 0  | 0  | 0,00 |      |
| Atlético de San Luis · México                                                                 | 1.ª           | 2023          | 10         | 1  | 0  | 0 | 0 | 0 | 10  | 1  | 0  | 0,10 |      |
| Atlético de San Luis · México                                                                 | Total club    | Total club    | Total club | 10 | 1  | 0 | 0 | 0 | 0   | 10 | 1  | 0    | 0,10 |
| Total carrera                                                                                 | Total carrera | Total carrera | 115        | 18 | 10 | 6 | 1 | 0 | 121 | 19 | 10 | 0,16 |      |
| (1) Incluye datos de Copa de Alemania (2019-Act). (2) No incluye goles en partidos amistosos. |               |               |            |    |    |   |   |   |     |    |    |      |      |

## Palmarés

### Campeonatos internacionales
| Título          | Club (*)        | Sede                | Año  |
| --------------- | --------------- | ------------------- | ---- |
| Eurocopa Sub-21 | Alemania sub-21 | Hungría y Eslovenia | 2021 |

(*) Incluyendo la selección.